# 格羅佛·安德伍德
格羅佛·安德伍德是雷克·萊爾頓的奇幻小說《波西傑克森》系列的主角，是一位半人半羊。

## 故事概述

### 神火之賊
格羅佛·安德伍德，一名羊男，在陽西中學假裝成一個殘疾學生（其實他下半身都是羊腳），實際上是保護波西的守護者。一次，波西受到復仇女神的襲擊後，奇戎吩付格羅佛要安全地護送波西到混血營。其後，格羅佛、波西和安娜貝斯便進行尋找閃電火的冒險旅程。

### 終極天神
由於泰坦大戰中立下的戰功，再加上羊男集會主席雷納斯不幸死於戰爭，所以格羅佛代替潘的位置成為野地之神。

## 擁有的資產

### 魔法技能
- 潘的恐懼之吼

### 魔法物品
- 自然供電簧管
- 汽水罐
- 魔笛
- 飛鞋